# 만성 골수성 백혈병
만성 골수성 백혈병(慢性骨髓性白血病, chronic myelogenous leukemia, chronic myeloid leukemia, CML)은 조혈모세포의 이상으로 모든 단계의 골수구계 세포가 증식하는 만성 백혈병이다. 백혈구의 증가, 비장 종대, 염색체 9번 장완과 22번 장완의 전좌를 특징으로 하며, 특히, 환자의 95%가 암세포에서 필라델피아 염색체(philadelphia chromosome)가 발견된다. 50세 이상의 노년층에 자주 발생하나, 최근 통계에 따르면 30-40대 환자도 늘어가는 추세다.

## 증상
이 병은 일상적인 신체검사나 혈액검사에서 우연히 발견되기도 하지만 증상이 뚜렷하지 않기 때문에 주기진단이 어렵다. 환자가 호소하는 가장 흔한 증상은 체중감소, 비장비대, 피로감이고, 이 외에도 전신쇠약감, 발한, 어지럼증, 두통 등이 나타날 수 있으며, 비장비대로 인해 복부팽만, 과대사증 등 일반적인 백혈병의 증상을 겪기도 한다. 하지만 초기상태에는 대부분의 환자들은 증상이 나타나지 않아서 많은 경우에 건강검진의CBC(전혈구검사)를 통해 발견하곤 한다. 약 90% 이상에서 비장종대, 50%에서 간이 커지는 증세가 나타날 수 있고, 위궤양을 합병하고 있는 경우도 있다.

## 치료
만성 골수성 백혈병은 주로 동종골수이식이나 이매티닙(상품명 : 글리벡)을 사용하여 치료한다.
동종골수이식은 만성 골수성 백혈병을 완치시킬 수 있는 유일한 치료방법으로 수년 전만해도 만성 골수성 백혈병의 일차적 치료방법이자 유일한 대안이었다. 그러나, 지금은 이매티닙(글리벡)의 등장으로 동종골수이식은 보조적인 치료방법으로만 시행된다. 동종골수이식은 이식 후 장기무병 생존율이 약 60-70%이며, 특히 진단된 후 1년 이내에 시행하는 것이 치료 효과가 좋다.
이매티닙은 스위스 노바티스사에서 개발한 만성 골수성 백혈병의 획기적인 치료제로 현재 5년간 추적 조사 결과로는 매우 탁월한 효과를 보이고 있다. 또한, 이매티닙의 치료 18개월째에 혈액학적 완전관해율은 무려 97%에 이르고 있으며, 세포유전학적 관해율도 76%에 이르고 있다.
이매티닙을 사용한 치료로는 환자를 완치에 이르게 할 수는 없으나, 대부분의 환자를 안전하게 완전관해 상태로 도달시켜 환자가 정상적인 삶을 살 수 있도록 한다. 따라서 현재 만성 골수성 백혈병의 일차적 치료제로 사용된다. 그러나, 소수의 환자의 경우 이매티닙이 전혀 효과가 없는 경우도 있는데, 그로 인해 병이 진전되어 동종골수이식의 시기를 놓칠 수 있다. 따라서, 이매티닙을 통한 치료를 할 때에는 약물에 반응성이 있는지를 면밀히 검토하여야 한다.
2010년대에 들어서는 2세대 표적치료제인 타시그나, 스프라이셀, 슈펙트가 개발, 시판되었고, 임상 결과 1세대 치료제인 글리벡보다 혈액학적 관해율, 세포유전학적 관해율, 분자유전학적 관해율, 생존율 등 전반적인 효능에 있어 눈에 띄는 우월성이 입증되고 있다. 특히, 글리벡에 대한 불내성, 저항성 환자에게도 효과적임이 밝혀지면서 만성 골수성 백혈병은 이제 고혈압, 당뇨병처럼 평생 '관리'하는 질병이 되어가고 있다.

## 같이 보기
- 만성 골수증식성 질환

## 참고 문헌
1. ↑  GBD 2015 Disease and Injury Incidence and Prevalence, Collaborators. (2016년 10월 8일). “Global, regional, and national incidence, prevalence, and years lived with disability for 310 diseases and injuries, 1990-2015: a systematic analysis for the Global Burden of Disease Study 2015.”. 《Lancet》 388 (10053): 1545–1602. doi:10.1016/S0140-6736(16)31678-6. PMC 5055577. PMID 27733282.
2. ↑  GBD 2015 Mortality and Causes of Death, Collaborators. (2016년 10월 8일). “Global, regional, and national life expectancy, all-cause mortality, and cause-specific mortality for 249 causes of death, 1980-2015: a systematic analysis for the Global Burden of Disease Study 2015.”. 《Lancet》 388 (10053): 1459–1544. doi:10.1016/s0140-6736(16)31012-1. PMC 5388903. PMID 27733281.
3. ↑  Druker BJ, Guilhot F, O’Brien SG, Gathmann I, Kantarjian H, Gattermann N;  외. (2006년 Dec월). “Five-year follow-up of patients receiving imatinib for chronic myeloid leukemia”. 《N Engl J Med》 355 (23): 2408-17. PMID 17151364.